# Nohant-en-Goût
Nohant-en-Goût település Franciaországban, Cher megyében. Lakosainak száma 551 fő (2022. január 1.). Nohant-en-Goût Brécy, Farges-en-Septaine, Moulins-sur-Yèvre, Osmoy, Sainte-Solange és Savigny-en-Septaine községekkel határos.

## Népesség
A település népességének változása:
| Lakosok száma | 244  | 374  | 372  | 543  | 578  | 593  | 600  | 574  | 561  | 551  |
|               | 1968 | 1982 | 1990 | 2006 | 2013 | 2015 | 2017 | 2019 | 2020 | 2022 |